# Victorien Bastet
Victorien Antoine Bastet, né le 17 janvier 1852 à Bollène (Vaucluse) et mort à Paris (14e arrondissement) le 2 mars 1905, est un sculpteur français.

## Biographie
Les parents de Victorien Bastet sont de petits propriétaires exploitants agricoles. Il travaille dans sa jeunesse sur l'exploitation agricole. Il suit les cours de l'école des beaux-arts d'Avignon dès 1871. Ayant obtenu une bourse, il se rend à Paris pour être admis à l'École des beaux-arts. Il effectue son service militaire à Béziers où il rencontre un riche négociant, Joseph Vallarino, qui sera son mécène.
Victorien Antoine Bastet se marie à Paris le 1er juin 1901 avec sa compagne Juliette Antoinette Delorme ; le futur marié étant dans l'impossibilité absolue de quitter son lit, l'officier d'État civile doit rendre au domicile de l'artiste pour procéder au mariage.
Bastet devient hémiplégique en 1902 et meurt dans son domicile parisien de la rue des Artistes, le 2 mars 1905. Jules Belleudy, écrivain, journaliste et préfet, a écrit : « Si ses membres étaient paralysés, son cerveau était demeuré intact, et il a pu voir des hommes qui ont la réputation, dans le monde, d'être des Mécènes, venir marchander des œuvres et profiter de son agonie pour les emporter à vil prix ; il a été la proie des Thénardier de l'art. Une rue de Bollène porte son nom et cette ville lui a fait élever un monument commémoratif. »

## Œuvres dans les collections publiques
- Avignon, square Agricol Perdiguier : Monument à Joseph Roumanille, inauguré le 12 août 1894 en présence de Frédéric Mistral[5]. Le buste en bronze  envoyé à la fonte sous le régime de Vichy a été remplacé en 1960 par une copie en pierre de Jean-Pierre Gras[6].
- Choisy-le-Roi, Êve, marbre[7].
- Maisons-Alfort, mairie : Manon, marbre[8]
- Perpignan :
  - cour de l'hôtel Pams : Nymphe ou Vénus au myrte, 1896, statue en marbre[9] ;
  - cimetière Saint-Martin : Monument de Job, buste en marbre[10].
- Toulon, musée d'Art de Toulon, bibliothèque : Mirabeau ; Jean-Baptiste Massillon ; Gassendi ; L'Abbé Barthélemy ; Vauvenargues ;  Moréri, six médaillons en céramique émaillée[11].

Œuvres de Victorien Bastet
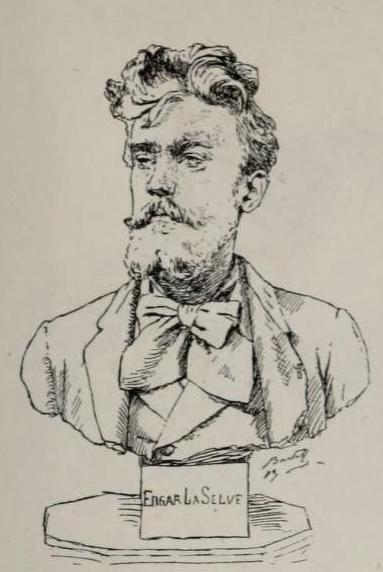
Buste d'Edgar La Selve, Salon de 1883, dessin d'après l'œuvre de Bastet.
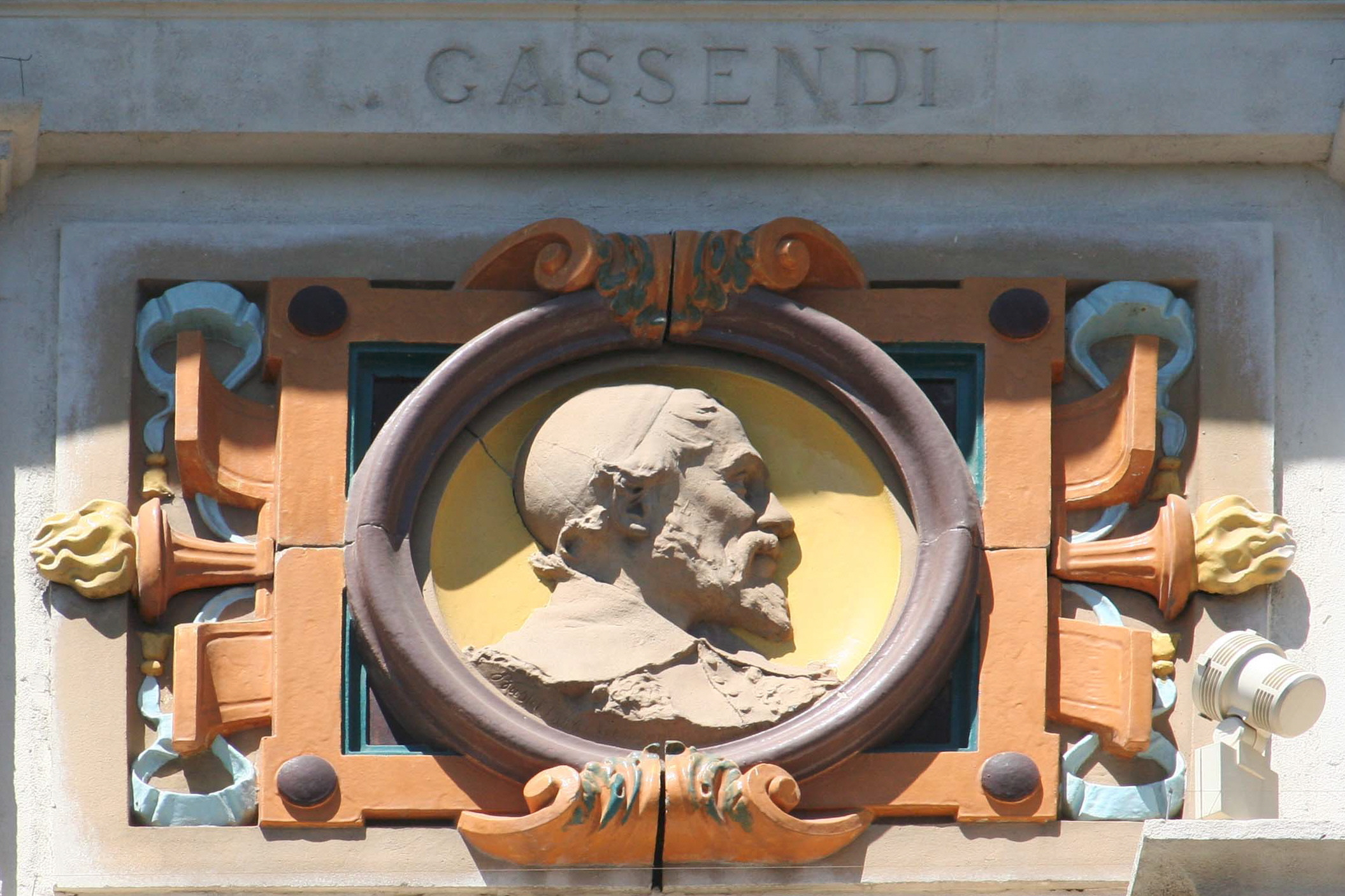
Pierre Gassendi (vers 1888), médaillon, musée d'Art de Toulon.
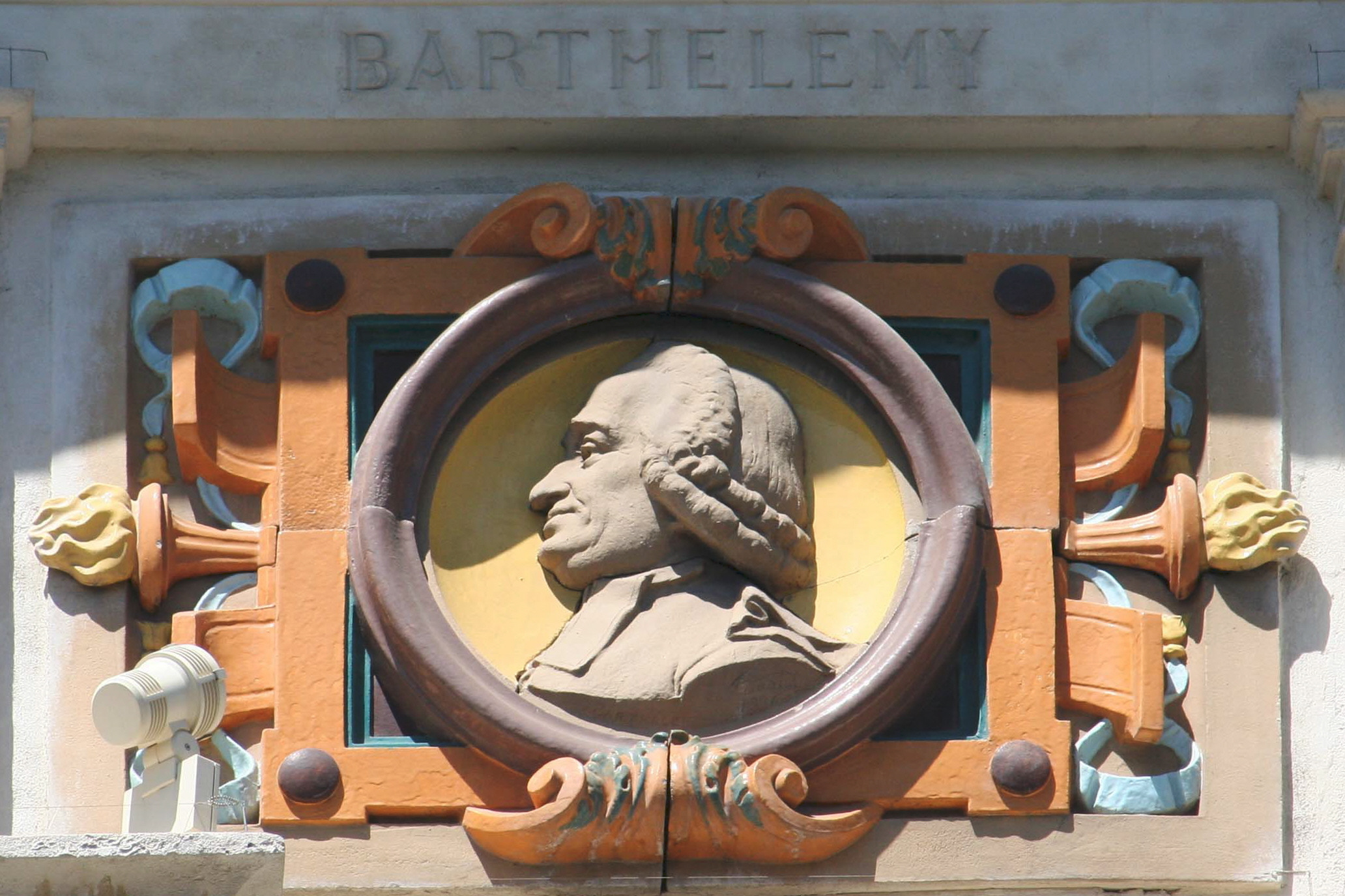
Jean-Jacques Barthélemy (vers 1888), médaillon, musée d'Art de Toulon.
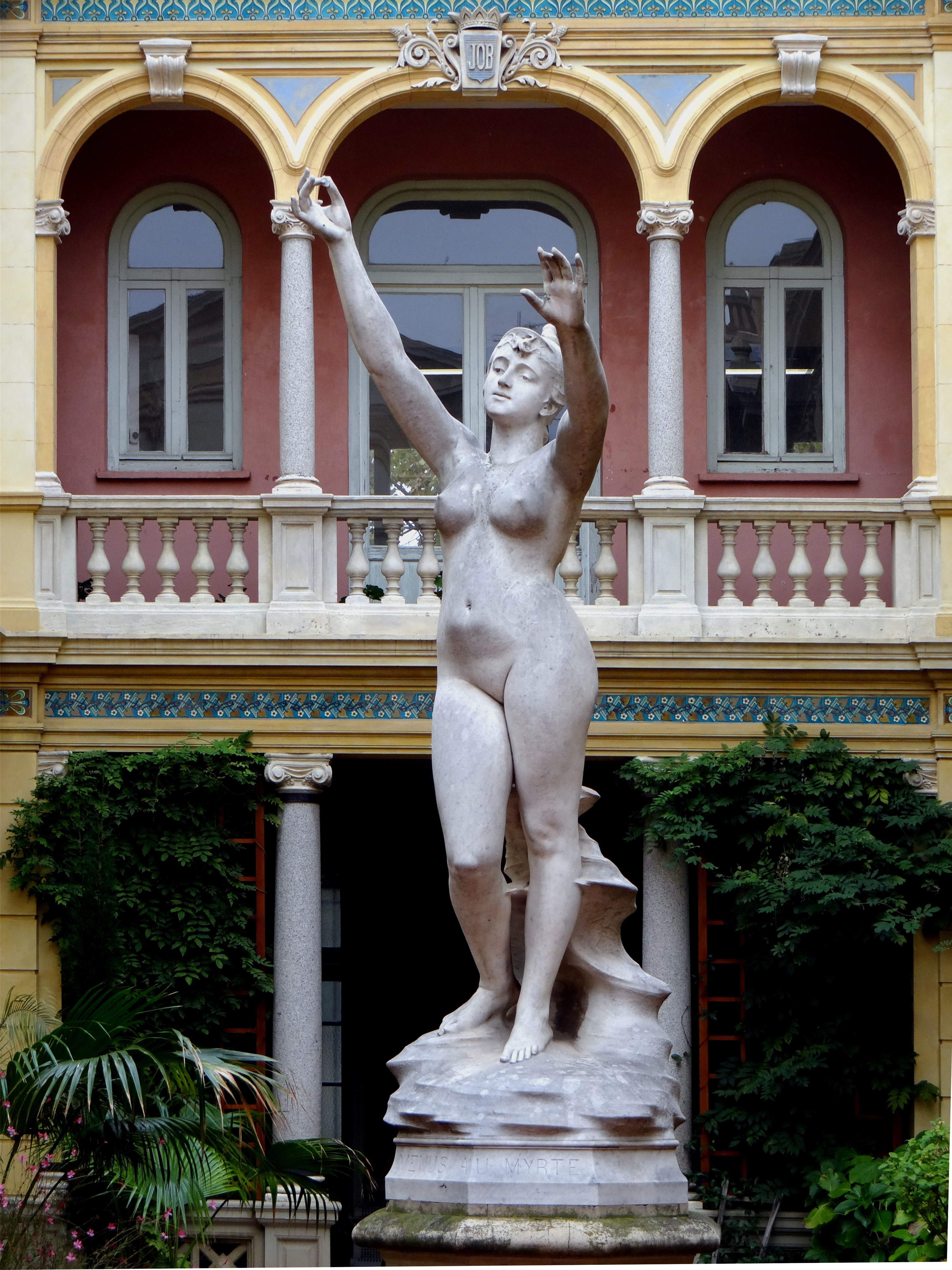
Vénus au myrte (1896), Perpignan, hôtel Pams.
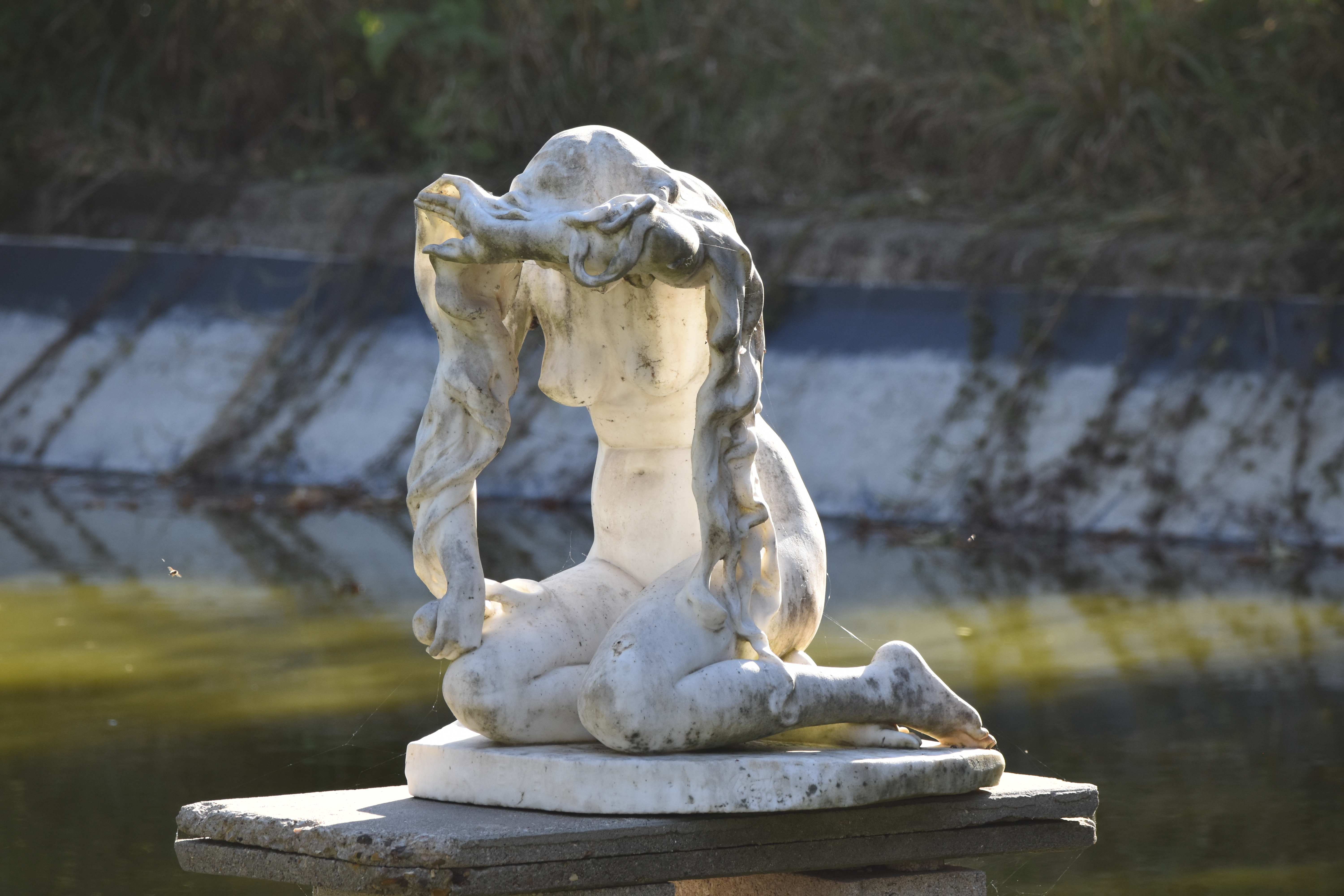
Ève (1903), Choisy-le-Roi, parc de la Mairie.
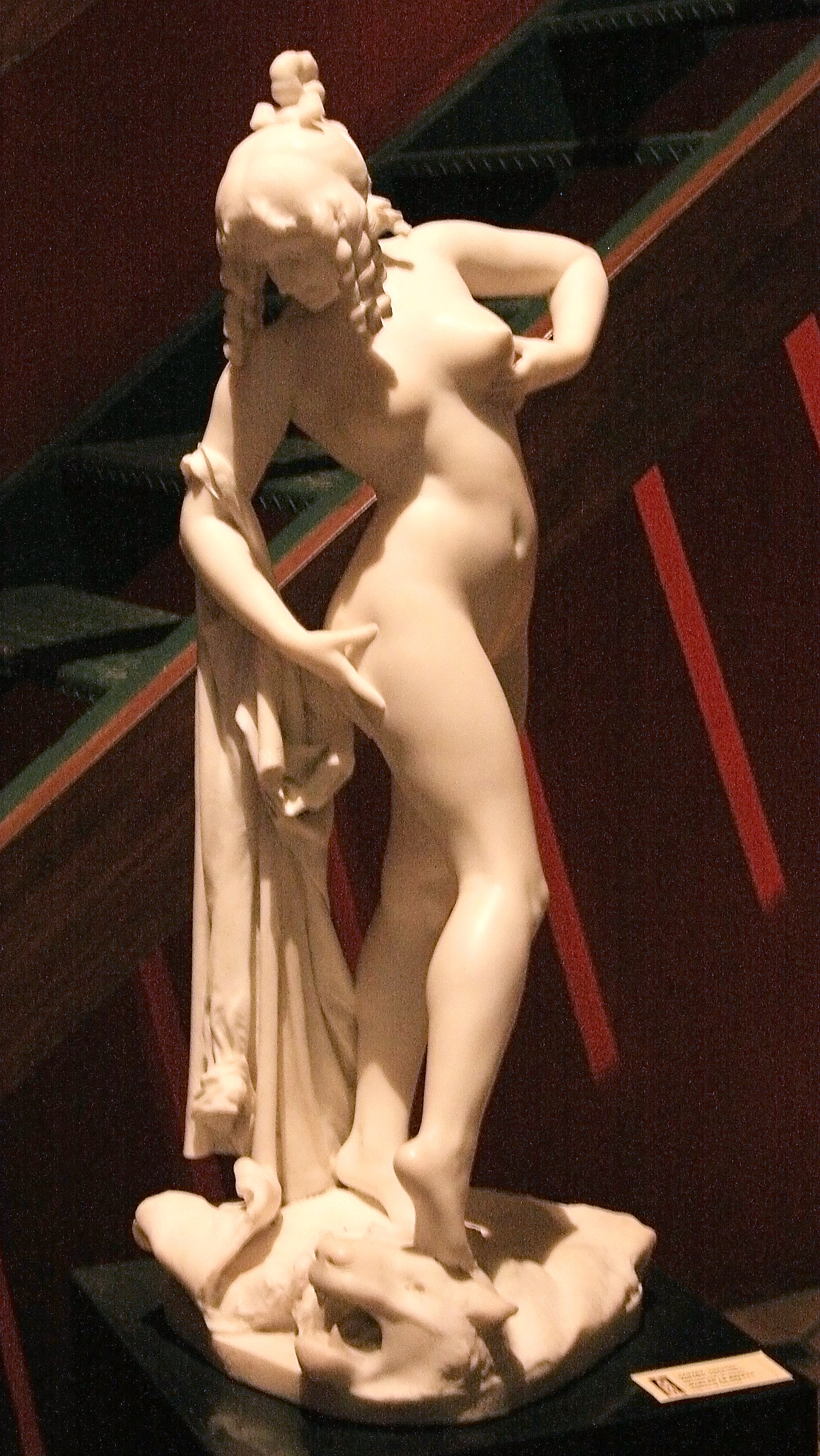
Grain de beauté, marbre, Recife, Ricardo Brennand Institute.
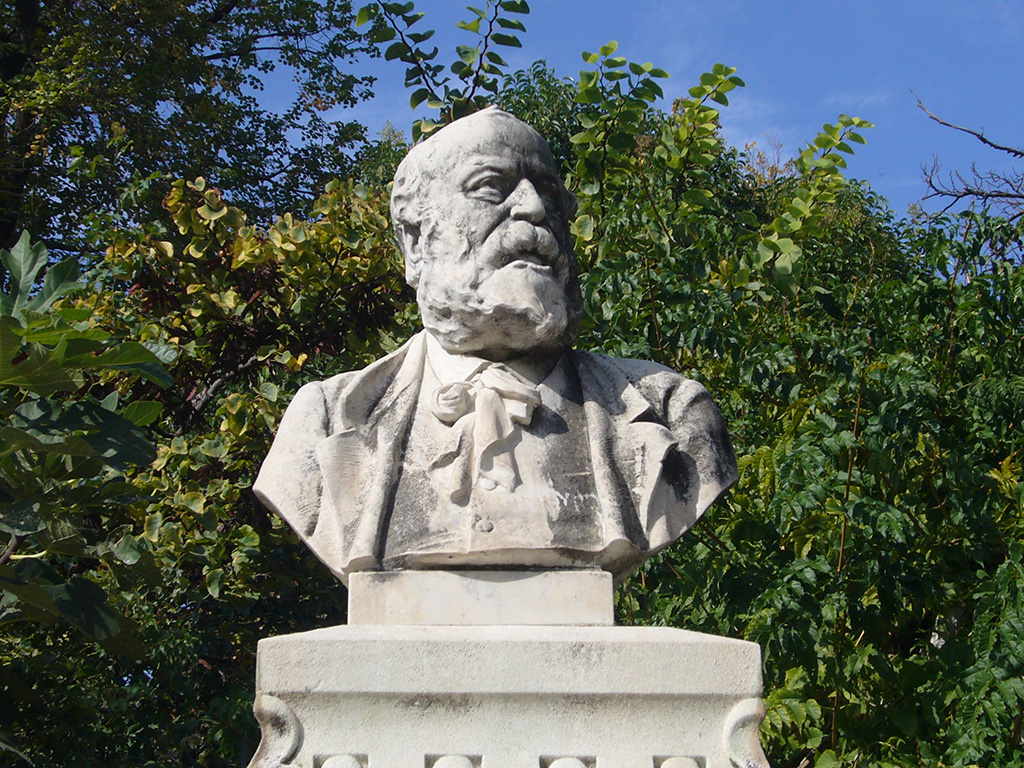
Jean-Pierre Gras d'après Victorien Bastet, Monument à Joseph Roumanille (1960), détail, Avignon, square Agricol-Perdiguier. Copie en pierre d'après le bronze de 1894[6].